# 29 Амфитрита
29 Амфитрита (лат. 29 Amphitrite) је астероид главног астероидног појаса. Приближан пречник астероида је 212,22 km,
а средња удаљеност астероида од Сунца износи 2,553 астрономских јединица (АЈ).
Инклинација (нагиб) орбите у односу на раван еклиптике је 6,096 степени, а орбитални период износи 1490,620 дана (4,081 године). Ексцентрицитет орбите астероида износи 0,073.
Апсолутна магнитуда астероида износи 5,85 а геометријски албедо 0,179.
Астероид је откривен 1. марта 1854. године.